# Койгородок (сельское поселение)
Койгородок — административно-территориальная единица (административная территория село с подчинённой ему территорией) и муниципальное образование (сельское поселение с полным официальным наименованием муниципальное образование сельского поселения «Койгородок») в составе Койгородского муниципального района в Республике Коми Российской Федерации.
Административный центр и единственный населённый пункт — село Койгородок.

## История
Статус и границы административной территории установлены Законом Республики Коми от 6 марта 2006 года № 13-РЗ «Об административно-территориальном устройстве Республики Коми».
Статус и границы сельского поселения установлены Законом Республики Коми от 5 марта 2005 года № 11-РЗ «О территориальной организации местного самоуправления в Республике Коми».

## Население
| 2010  | 2011  | 2012  | 2013  | 2014  | 2015  | 2016  |
| ----- | ----- | ----- | ----- | ----- | ----- | ----- |
| 2940  | ↘2927 | ↘2895 | ↘2892 | ↘2862 | ↘2857 | ↗2868 |
| 2017  | 2018  | 2019  | 2020  | 2021  |       |       |
| ↗2877 | ↗2892 | ↘2884 | ↗2906 | ↗2997 |       |       |